# Pointe d'Ireuse
La pointe d'Ireuse est un sommet des Préalpes françaises situé dans le massif du Chablais, sur la commune de Bellevaux.